# Championnat d'Italie de rugby à XV 1979-1980
Navigation
Serie A 1978-1979 Serie A 1980-1981
Le Championnat d'Italie de rugby à XV 1979-1980 oppose les douze meilleures équipes italiennes de rugby à XV. Le championnat débute en 1979 et se termine en 1980. Le tournoi se déroule sous la forme d'un championnat unique en matchs aller-retour.
Le Petrarca Padoue remporte son 7e titre national. Le Casale Tegolaia et le Torino Ambrosetti sont relégués.

## Équipes participantes
Les douze équipes sont les suivantes :
| - Amatori Catane - L'Aquila - Benetton Rugby Trévise - Cidneo Brescia - Casale Tegolaia - Pouchain Frascati | - Parma - Petrarca Padoue - Jaffa Rugby Roma - Sanson Rovigo - San Donà Fracasso - Torino Ambrosetti |

## Classement
| Rang | Club              | J  | V  | N | D  | Pm  | Pe  | Diff | Pts |
| ---- | ----------------- | -- | -- | - | -- | --- | --- | ---- | --- |
| 1    | Petrarca Padoue   | 22 | 18 | 1 | 3  | 508 | 149 | +359 | 37  |
| 2    | Rugby Rovigo (T)  | 22 | 17 | 2 | 3  | 507 | 216 | +291 | 36  |
| 3    | Benetton Trévise  | 22 | 15 | 3 | 4  | 498 | 188 | +310 | 33  |
| 4    | L'Aquila Rugby    | 22 | 15 | 0 | 7  | 455 | 221 | +234 | 30  |
| 5    | San Donà Fracasso | 22 | 11 | 0 | 11 | 248 | 312 | -64  | 22  |
| 6    | Rugby Brescia     | 22 | 10 | 1 | 11 | 229 | 353 | -124 | 21  |
| 7    | Rugby Rome        | 22 | 8  | 1 | 13 | 289 | 348 | -59  | 17  |
| 8    | Amatori Catane    | 22 | 7  | 3 | 12 | 211 | 303 | -92  | 17  |
| 9    | Pouchain Frascati | 22 | 8  | 0 | 14 | 199 | 336 | -137 | 16  |
| 10   | Rugby Parma       | 22 | 7  | 1 | 14 | 204 | 404 | -200 | 15  |
| 11   | Casale Tegolaia   | 22 | 7  | 0 | 15 | 214 | 394 | -180 | 14  |
| 12   | Torino Ambrosetti | 22 | 3  | 0 | 19 | 194 | 532 | -338 | 6   |

|  | Vainqueur (no 1)         |
|  | Relégués (no 11, no 12)  |
|  | T : tenant du titre 1979 |

Attribution des points :  victoire : 2, match nul : 1, défaite : 0.

## Vainqueur
| Entraîneur | Entraîneur             | Oreste Dolfin                                      |
| Avants     | Pilier                 | Boccaletto                                         |
| Avants     | Talonneur              | A. Rinaldo, Trentin                                |
| Avants     | Deuxième ligne         | Babrow                                             |
| Avants     | Troisième ligne aile   | A. Bergamasco, Michelon, Piran, Putti, And. Sattin |
| Avants     | Troisième ligne centre |                                                    |
| Arrières   | Demi de mêlée          | Crescente                                          |
| Arrières   | Demi d'ouverture       |                                                    |
| Arrières   | Centre                 | Lorigiola, Piovan                                  |
| Arrières   | Ailier                 | Bonaiti, Presutti                                  |
| Arrières   | Arrière                | Galeazzo, Stofberg                                 |